# Baoni
1784–1948
Entités précédentes :
- Raj britannique

Entités suivantes :
- Inde

La principauté de Baoni est un ancien État princier de l'Inde.

## Histoire
La famille régnante était des collatéraux descendants des Asaf Jahi dirigeant Hyderabad et ils se maintinrent au pouvoir jusqu'en 1950. Le fondateur de la branche Baoni était le Grand Vizir moghol Asaf Jah qui rendit aveugle et emprisonna Ahmad Shâh Bahâdur en 1754 et assassina Azîz ud-Din Âlamgir en 1759.
Son petit-fils s'allia avec les Marathes et reçut Baoni et d'autres villages en 1784 de Ali Bahâdur, le fils illégitime du Peshwa. La principauté devient tributaire de la Compagnie anglaise des Indes orientales en 1806 à la suite de la défaite de la confédération marathe. La capitale est déplacée de Kalpî à Kadoura peu après.
La principauté a été intégrée à l'État du Madhya Pradesh.

## Dirigeants: Nabab
- 1784 - 1800 : Emad al-Molk Ghazi ad-Din Khân (en) (1736-1800)
- 1800 - 1815 : Naser ad-Dowla (v.1756-1815)
- 1815 - 1838 : Amir al-Molk (+1838)
- 1838 - 1859 : Mohammad Hosayn (+1859)
- 1859 - 1883 : Emam ad-Dowla Hosayn (+1895)
- 1883 - 1893 : Mohammad Hasan Khân (1863-1894)
- 1893 - 1911 : Riaz al-Hasan Khân (1876-1911)
- 1911 - 1950 : Mohammad Moshtaq al-Hasan Khân (1896-1977)